# Сан Мартино ди Лупари
Сан Мартѝно ди Лу̀пари (на италиански: San Martino di Lupari; на венециански: San Martìn de Lùpari, Сан Мартин де Лупари) е град и община в Северна Италия, провинция Падуа, регион Венето. Разположен е на 40 m надморска височина. Населението на общината е 13 204 души (към 2010 г.).